# Буранова, Лариса Николаевна
Лариса Николаевна Буранова (род. 3 апреля 1969, Ижевск) — российский государственный и политический деятель. Депутат Государственной Думы восьмого созыва. Министр национальной политики Удмуртской республики (2014—2021).
Из-за вторжения России на Украину, находится под международными санкциями Евросоюза, США и ряда других стран

## Биография
Родилась Лариса Буранова 3 апреля 1969 года в городе Ижевске, Удмуртской АССР. В 1991 году успешно завершила обучение в Удмуртском государственном университете по специальности «история», а в 1998 году закончила обучение в аспирантуре по специальности «Антропология, этнология, этнография». В 1999 году завершила обучение в Академии государственной службы при Президенте Российской Федерации по специальности «Государственное и муниципальное управление».
С 1991 по 1995 годы работал преподавателем истории в Асановской неполной средней школы Алнашского района. С 1995 года трудилась педагогом-организатором, заместителем директора по воспитательной работе школы-гимназии № 56 города Ижевска.
С 1995 по 1999 годы работала в должности главного специалиста Комитета по делам национальностей при Правительстве Удмуртской Республики. С 1999 по 2001 годы занимала должность начальника отдела этнокультурного развития Министерства национальной политики Удмуртской Республики. В 2001 году назначена на должность заместителя министра национальной политики Удмуртской Республики. С 2008 по 2014 годы работала первым заместителем министра. В 2014 году была назначена на должность министра национальной политики Удмуртии. Проработала до 2021 года.
На выборах в Государственную Думу VIII созыва, которые прошли в сентябре 2021 года, была включена в региональные списки политической партии «Единая Россия» по Республики Удмуртия. По итогам выборов получил мандат депутата Государственной Думы VIII созыва. С 12 октября 2021 года приступит к депутатским обязанностям.

## Санкции
16 декабря 2022 года, на фоне вторжения России на Украину, внесена в санкционный список Евросоюза за поддержку и реализации политики, подрывающую территориальную целостность, суверенитет и независимость Украины.
23 февраля 2022 года, внесена в санкционный список Канады «соратников режима» за «законодательство, связанное с вторжением и попыткой аннексии четырех регионов Украины».
30 сентября 2022 года внесена в санкционный список Соединенных Штатов Америки «за аннексию Путиным регионов Украины» и одобрения закона о фейках.
По аналогичным основаниям находится под санкциями Украины, Новой Зеландии и Швейцарии.